# Epicauta rileyi
Epicauta rileyi är en skalbaggsart som beskrevs av Horn 1874. Epicauta rileyi ingår i släktet Epicauta och familjen oljebaggar. Inga underarter finns listade i Catalogue of Life.